# Julien Temple
Pour les articles homonymes, voir Temple (homonymie).
Julien Temple, né le 26 novembre 1953 à Londres (Royaume-Uni),, est un réalisateur, scénariste et producteur britannique. Il est surtout spécialisé dans les clips et les films sur la musique.
Sa fille, Juno Temple, est actrice.

## Filmographie

### Comme réalisateur
- 1977 : Sex Pistols Number 1
- 1980 : La Grande Escroquerie du Rock'n'roll
- 1981 : Argent trop cher (vidéo clip)
- 1981 : The Comic Strip (téléfilm)
- 1981 : Les Chants magnétiques part 2 (vidéo clip)
- 1982 : See You de Depeche Mode (vidéo clip)
- 1982 : The Secret Policeman's Other Ball
- 1983 : Mantrap
- 1984 : Video Rewind: The Rolling Stones' Great Video Hits (vidéo)
- 1984 : The Secret Policeman's Private Parts
- 1984 : Jazzin' for Blue Jean (vidéo)
- 1984 : Smooth Operator de Sade (vidéo)
- 1986 : Absolute Beginners
- 1987 : Running Out of Luck
- 1987 : Un sketch (Aria)
- 1988 : Objectif Terrienne (Earth Girls Are Easy)
- 1990 : Wilson Phillips: The Videos (vidéo)
- 1991 : At the Max
- 1993 : Come Undone du groupe britannique Duran Duran (vidéo clip)
- 1993 : Bowie: The Video Collection (vidéo)
- 1996 : Bullet
- 1998 : Vigo, histoire d'une passion (Vigo)
- 2000 : L'Obscénité et la Fureur : La Véritable Histoire des Sex Pistols (The Filth and the Fury)
- 2000 : Pandemonium (Pandaemonium)
- 2004 : Scissor Sisters: Return to Oz (vidéo)
- 2006 : Glastonbury
- 2007 : Joe Strummer: The Future Is Unwritten
- 2009 : Oil City Confidential (Dr Feelgood Story)
- 2009 : Requiem For Detroit
- 2010 : Ray Davies - Imaginary Man
- 2011 : Dave Davies - Kinkdom Come
- 2012 : London: The Modern Babylon
- 2014 : Rio 50 Degrees
- 2019 : Ibiza: The Silent Movie (documentaire expérimental)
- 2020 : Crock of Gold: A Few Rounds with Shane MacGowan
- 2021 : Sexual Healing

### Comme scénariste
- 1980 : The Great Rock 'n' Roll Swindle
- 1983 : Mantrap
- 1984 : Jazzin' for Blue Jean (vidéo)
- 1987 : Running Out of Luck
- 1987 : Un sketch (Aria)
- 1998 : Vigo, histoire d'une passion (Vigo)
- 2012 : London: The Modern Babylon
- 2014 : Rio 50 Degrees

### Comme producteur
- 2012 : London: The Modern Babylon
- 2020 : Crock of Gold: A Few Rounds with Shane MacGowan

### Comme directeur de la photographie
- 2006 : Glastonbury

## Distinctions
Le clip de la chanson Smooth Operator de Sade, réalisé par Julien Temple, a été nommé aux MTV Video Music Awards de 1985 dans les catégories « meilleure vidéo féminine » et « meilleur nouvel artiste ».